# Le Petit Cotre
 (mai 2025).
Si vous disposez d'ouvrages ou d'articles de référence ou si vous connaissez des sites web de qualité traitant du thème abordé ici, merci de compléter l'article en donnant les références utiles à sa vérifiabilité et en les liant à la section « Notes et références ».
Le Petit Cotre est une huile sur toile peinte par Joaquín Sorolla en 1909, à son retour des États-Unis.
Son titre espagnol est El Balandrito.
Comme nombre de ses peintures — par exemple El baño del caballo et Niñas en el mar —,
elle est peinte sur la plage d'El Cabanyal de Valence.
Une des œuvres les plus connues de Sorella, 
elle est actuellement visible au musée Sorolla à Madrid.

## Description
Un jeune garçon est vu saisi en train de jouer avec un modèle de cotre. Nu, de l'eau jusqu'aux mollets, il poser son jouet sur l'eau, inattentif à tout observateur. Il est sans doute sur une plage. L'angle de vue, en contre-plongée, est tel que tout le fond du tableau montre le bleu-gris d'une mer assez calme et peu profonde à cet endroit. L'écume laisse deviner la plage hors champ. Les reflets de l'enfant et de son jouet sur la mer à ses pieds se rejoignent devant le spectateur.